# Nils Lybeck
Nils Lybeck, född 3 september 1902 i Helsingfors, död där 23 september 1972, var en finländsk målare. Han ingick 1928 äktenskap med keramikern Marita Lybeck. 
Lybeck, som var son till författaren Mikael Lybeck och Louise Sanmark, gick i 9-klassigt läroverk, studerade vid Helsingfors universitet 1923 samt vid Helsingfors universitets ritsal och Ateneum 1924–1925. Han studerade därefter i Paris 1926–1927, i Paris och Italien 1930 och i Italien 1934. Han höll utställningar i Helsingfors 1932, 1944, 1945 och 1950.